# Hans-Joachim Stuck
Hans Joachim Stuck (n. 1 ianuarie 1951) este un fost pilot german de Formula 1 care a evoluat în Campionatul Mondial între anii 1974 și 1979. Este fiul pilotului Hans Stuck.